# Echelus pachyrhynchus
Espèce
Synonymes
- Myrus pachyrhynchus Vaillant, 1888[1] [2]

Echelus pachyrhynchus est une espèce de poissons téléostéens serpentiformes.

## Répartition, habitat
Echelus pachyrhynchus se rencontre dans l'Atlantique est, depuis les côtes du Maroc jusqu'à l'Angola et y compris le Cap Vert. Des spécimens ont été mentionnés au large de la Namibie. Ce poisson est présent entre 200 et 500 m de profondeur.

## Description
Echelus pachyrhynchus peut atteindre 485 mm de longueur totale.

## Étymologie
Son épithète spécifique, du latin pachys, « épais », et rhynchus, « museau », fait très certainement référence à son museau court, arrondi et comme « gonflé ».